# Cottus scaturigo
Cottus scaturigo is een endemische zoetwaterdonderpad die alleen voorkomt in het brongebied van de Reka (bij de toeristisch belangrijke Timavobron) in Triëst.
Deze vissoort behoort tot de 15 in Europa voorkomende soorten uit het geslacht Cottus. Dit zijn zoetwatervissen uit een familie van zowel zoet- als zoutwatervissen, de donderpadden.
Deze vissoort is kwetsbaar omdat hij voorkomt in een uiterst klein gebiedje (100 m²), dat bovendien dicht bij een autoweg ligt.